# Aumelàs
Omelàs o Aumelàs (en francès i oficialment Aumelas) és un municipi occità del Llenguadoc, situat al departament de l'Erau i a la regió d'Occitània.